# Ferdinand Seeland

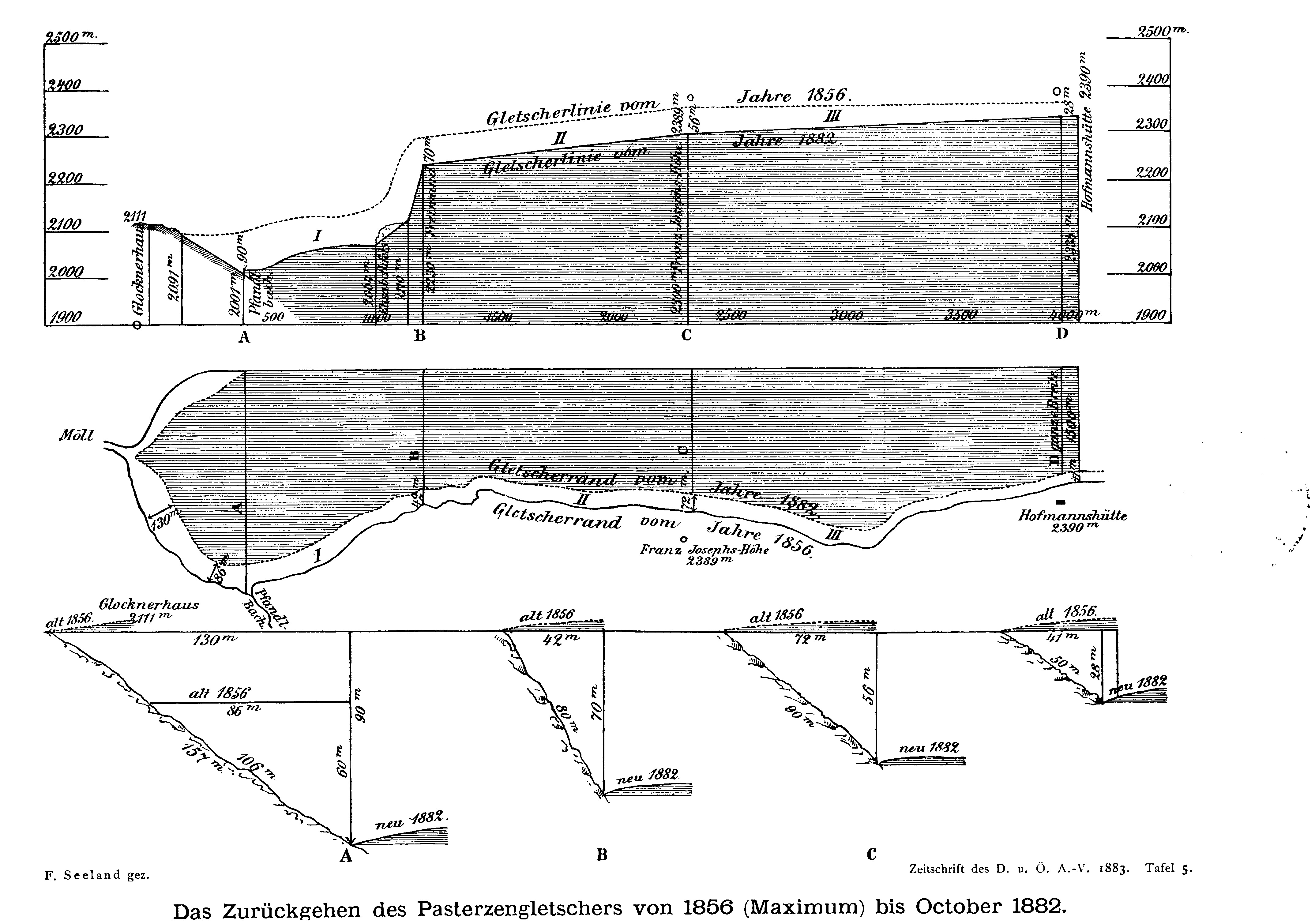
Das Zurückgehen des Pasterzengletschers von 1856 bis Oktober 1882. Grafik von Ferdinand Seeland.

Ferdinand Maximilian Seeland (* 12. Oktober 1821 in Kicking; † 3. März 1901 in Klagenfurt) war ein österreichischer Montanist, Naturforscher und Politiker.

## Leben
Seelands Vater war Revierförster des Stiftes Göttweig. Seeland erhielt eine Gymnasialausbildung und studierte anschließend drei Jahre Jus in Wien, bevor er auf Bergwesen umsattelte. Letzteres studierte er an der Bergakademie Schemnitz sowie an der Steiermärkisch-Ständische Montanlehranstalt, die in jener Zeit von Vordernberg nach Leoben verlegt wurde.
Nach dem Studium wurde er nach kurzer Tätigkeit für die Geologische Reichsanstalt Assistent an der Leobener Montanlehranstalt. 1855 trat er in Dienst der Gewerkschaft des Eugen Dickmann Freiherr von Secherau (1793–1863) am Hüttenberger Erzberg, deren Direktor er 1866 wurde. Hier gelangen ihm erhebliche Rationalisierungen, am anschaulichsten durch die Einsparung teurer Pferdefuhrwerke durch Bremsberge. Auch war sein Management darauf gerichtet, dass sich, etwa durch sorgfältige Dokumentation, Bergbaubetrieb und Wissenschaft gegenseitig fördern konnten.
Als die Gewerkschaft 1869 nach einer Fusion zur Hüttenberger Eisenwerks-Gesellschaft ihren Direktionssitz nach Klagenfurt verlegte, übersiedelte auch Seeland in die Landeshauptstadt. In der neuen Gesellschaft wurde er Berginspektor und Direktionsmitglied. Als die Gesellschaft 1881 in der Österreichischen Alpinen Montangesellschaft aufging wurde er zunächst Bergbau- und Hütteninspektor der Dachgesellschaft, 1888 neuerlich Berginspektor.
Neben seiner beruflichen Tätigkeit betrieb Seeland vielseitige naturwissenschaftliche Forschungen. Hervorzuheben sind die Führung und Entwicklung der Klagenfurter Wetterstation, sowie Vermessungsarbeiten an der Pasterze, von denen sich die Seelandlinie als Referenzlinie für heutige Vermessungen ableitet.
Zudem war Seeland in zahlreichen Kommissionen und Vereinsvorständen engagiert. Erwähnenswert ist insbesondere die Präsidentschaft beim Verein „Naturhistorisches Landes-Museum“ sowie bei der Klagenfurter Alpenvereinssektion.
1861 bis 1866 war er als Vertreter der Gemeinden Straßburg, Althofen, Friesach und Hüttenberg Mitglied des ersten Kärntner Landtages.
Als Gemeinderat in Klagenfurt war er maßgeblich für die Errichtung der Wasserversorgung durch einen Stollen in der Sattnitz verantwortlich.

## Ehrungen
- Ehrenpräsident des Berg- und hüttenmännischen Vereines für Steiermark und Kärnten
- In Klagenfurter Stadtteil Waidmannsdorf gibt es eine Ferdinand-Seeland-Straße[1].
- Das Fossil Nautilus Seelandi ist nach ihm benannt
- Das vermeintlich neuentdeckte Mineral Seelandit erkannte Heinz Meixner als hinlänglich bekanntes Bittersalz[2].